# 诺伊卡塔罗
诺伊卡塔罗（義大利語：Noicattaro），是意大利巴里省的一个市镇。总面积41平方公里，人口25603人，人口密度624.5人/平方公里（2009年）。ISTAT代码为072032。